# Giusto Pio
Giusto Pio (né le 11 janvier 1926 à Castelfranco Veneto en Vénétie et mort dans la même ville le 12 février 2017) est un violoniste italien de formation classique, qui explore des domaines aussi différents que la musique pop, le rock ou la musique électronique.

## Biographie
Après avoir achevé une formation de musique classique à Venise, Giusto Pio est engagé comme violoniste dans l’orchestre de la RAI à Milan. Il entretient les aspects traditionnels de la musique classique, sans perdre de vue les courants expérimentaux.
Giusto Pio travaille avec différents chanteurs italiens comme Franco Battiato, Alice et Milva. En effet durant les années 1980 et 1990, il sera souvent présent sur leurs albums comme violoniste, chef d’orchestre et arrangeur. Cela vaut surtout pour Battiato auquel, durant les années 1970, Giusto Pio donne des leçons de violon. Battiato aide aussi beaucoup le musicien en signant un bon nombre de ses chansons.
Durant les années 1990 il enregistre la musique symphonique expérimentale pour le théâtre.

## Discographie
- 1978 - Motore immobile
- 1982 - Legione straniera
- 1983 - Restoration
- 1987 - Note
- 1988 - Alla corte di Nefertiti
- 1990 - Attraverso i cieli
- 1990 - Utopie
- 1995 - Missa populi
- 2000 - Le vie dell'oro